# Особняк Голубіних
«Особняк Голубіних» (інша назва «Ксюша») — радянський художній фільм 1924 року, агітаційна соціально-побутова драма режисера Володимира Гардіна про боротьбу з туберкульозом.

## Сюжет
Після Великої Жовтневої соціалістичної революції Микола Скворцов, учасник Першої світової війни, поміщений в санаторій для лікування туберкульозу. Здравниця розташовується в колишньому особняку Голубіних. За Миколою доглядає місцева дівчина Ксюша, між ними виникають почуття. Чи збережуться вони після одужання Миколи?

## У ролях
- Олександра Карцева —  Ксюша
- Георгій Бобинін —  Микола Скворцов
- Ніна Лі —  Неллі
- Г. Волконська —  Голубіна
- В. Лялін —  Ігор Голубіна
- Андрій Файт —  Азангулов
- М. Кукаркін —  Діков, студент-медик
- Олександр Громов —  Скворцов, робітник
- В. Варейкіс —  Сергій Скворцов
- Андрій Горчилін —  Василь, більшовик
- Микола Вишняк
- Ніна Зубова — епізод
- Галина Малиновська — епізод

## Знімальна група
- Режисер: Володимир Гардін
- Сценарист: Натан Зархі
- Оператор: Петро Єрмолов
- Художник: Сергій Козловський